# Helena Swanwick
Helena Maria Lucy Swanwick CH (30 de janeiro de 1864, Munique, Reino da Prússia - 16 de novembro de 1939, Berkshire, Reino Unido) foi uma professora, jornalista, editora, autora e activista feminista, sufragista e pacifista britânica.
O seu rosto e nome figuram no pedestal da estátua de Millicent Fawcett, criada pela artista inglesa Gillian Wearing, ao lado de outras 58 activistas feministas do Reino Unido, desvelada e inaugurada em abril de 2018, na Praça do Parlamento, em Londres.

## Biografia

### Nascimento e Família
Nascida em Munique, Alemanha, a 30 de janeiro de 1864, Helena Maria Lucy Sickert era filha de Eleanor Louisa Moravia Henry (1830-1922) e de Oswald Adalbert Sickert (1828 - 1885), pintor alemão de ascendência dinamarquesa. Era a mais nova dos seis filhos do casal e única filha, sendo irmã de Oswald Valentine, Robert, Leonard, Walter Richard, pintor que anos mais tarde integrou o grupo de artistas pós-impressionistas que fundaram o Camden Town Group no início do século XX, e de Bernhard Sickert, pintor e reconhecido mestre de gravura. Pelo lado materno era neta da dançarina profissional irlandesa Eleanor Henry e do astrónomo inglês do Trinity College, Richard Sheepshanks, contudo, apesar dos seus avós terem tido uma longa relação e criarem juntos os seus seis filhos, como não eram casados, a sua descendência era considerada ilegítima. Pelo lado paterno era neta do pintor Johann Jürgen Sickert.

### Primeiros Anos
Oriunda de famílias burguesas, com apenas quatro anos de idade viajou com toda a sua família para o Reino Unido, onde o seu pai abriu um atelier e recebeu a nacionalidade inglesa, fixando-se inicialmente em Bedford e posteriormente em Notting Hill, Londres. Inseridos no meio artístico, rapidamente a família travou amizade com o poeta e designer William Morris, o actor Johnston Forbes-Robertson e o pintor Edward Burne-Jones.
Aos catorze anos de idade, Helena ingressou no Notting Hill High School, onde leu com 17 anos a obra "The Subjection of Women" (1869), de John Stuart Mill, aderindo pouco depois ao feminismo. Anos mais tarde, quando completou ou seus estudos liceais, decidiu prosseguir com a sua formação em vez de procurar um pretendente para se casar, rebelionando-se contra a visão que os seus pais tinham sobre o papel tradicional da mulher na sociedade de então. Sem o apoio da sua família, Helena ingressou mesmo assim na primeira faculdade inglesa para mulheres, o Girton College, recorrendo à sua madrinha que prontamente lhe pagou os seus estudos e a ajudou a se fixar em Cambridge. Notabilizando-se em várias disciplinas, foi aluna dos economistas Henry Sidgwick, Alfred Marshall e John Neville Keynes, concluindo o curso com honras de segunda classe.

### Casamento
Em 1885 foi convidada para exercer como professora de psicologia no Westfield College, conhecendo pouco depois Frederick Tertius Swanwick, (1851-1931) professor de matemática no Owens College, em Manchester, com o qual se casou em 1888. Apesar de à época do seu matrimónio, Helena ter 24 anos e "Fred", como ela própria o chamava, 37 anos, existindo uma diferença de 13 anos de idade entre o casal, Helena Swanwick foi uma vez mais contra a decisão dos seus pais, casando-se por escolha própria e razões amorosas.

### Carreira e Activismo

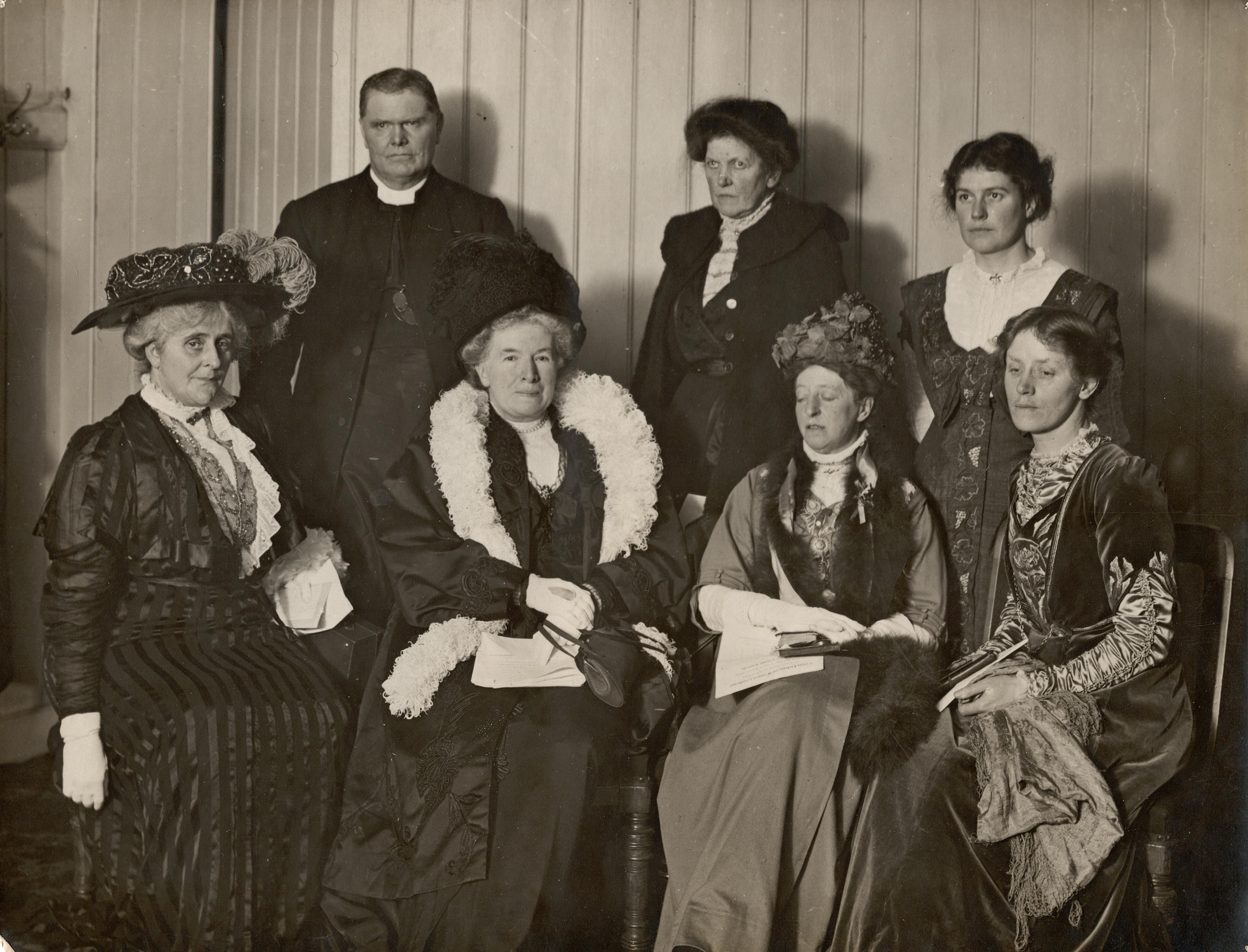
Retrato fotográfico dos activistas intervenientes do debate entre sufragistas e anti-sufragistas, realizado no Free Trade Hall, em Manchester, em outubro de 1909.(Da esquerda para a direita - Sentadas: Edith Lance Collet, casada com o compositor Arthur Somerwell, Mary Augusta Ward, conhecida pelo por escrever como Mrs. Humphry Ward, Margaret Ashton, Helena Swanwick. De pé: Reitor da Universidade de Manchester, Mary Gladstone, filha de William Ewart Gladstone, e Margaret Hills)

Após se casar, Helena Swanwick mudou-se para Manchester, onde começou a trabalhar como jornalista, escrevendo artigos para o Manchester Guardian, onde se tornou uma protegé do político e jornalista C. P. Scott, amigo próximo do seu marido. 
Em 1905, decidida a militar pelos direitos da mulher, ingressou na North of England Society for Women's Suffrage (Sociedade pelo Sufrágio Feminino do Norte de Inglaterra), cuja associação estava integrada na National Union of Women's Suffrage Societies (NUWSS, União Nacional das Sociedades de Sufrágio Feminino), liderada por Millicent Fawcett, cujo activismo apelava à não violência.
Tornando-se rapidamente proeminente dentro do movimento feminista, em 1908, frequentou mais de 150 reuniões, não só em Inglaterra como na Escócia, discursou e escreveu sobre o direito ao voto, a repressão sexual, o papel social de género e os direitos laborais das mulheres, e em 1909, começou a exercer como editora no <i>The Common Cause</i> (A Causa Comum), órgão oficial de imprensa da organização feminista a que pertencia. Durante o mesmo período integrou a Women's Trade Union League (Liga da União Sindical das Mulheres), a Co-operative Women's Guild (Grémio Co-operativo das Mulheres) e o Partido Trabalhista, para além de ter travado amizade com Emmeline Pankhurst, uma das mais influentes fundadoras do sufragismo britânico, as suas filhas Christabel, Sylvia e Adela Pankhurst ou ainda Annie Kenney, Florence Kelley e George Lansbury, editor do Daily Herald.
Tendo aderido ao pacifismo durante o mesmo período e acreditando que o feminismo deveria unir todos, independentemente do seu género, classe, credo ou etnia, Helena Swanwick discordava da facção mais radical feminista, que algumas activistas activistas começavam a defender, considerando-a traidora dos seus ideais de igualdade devido às suas acusações misândricas. Apesar de não concordar com alguns dos métodos utilizados durante as marchas de protesto, a activista também acreditava que as militantes não deveriam sofrer as fortes repercussões a que estavam a ser submetidas, como agressões físicas, provocadas pelos confrontos com as forças policiais, ou até mesmo o risco de aprisionamento, escrevendo no Manchester Guardian, em novembro de 1910, que as marchas e os actos considerados violentos pelo governo eram apenas fruto das "contínuas evasões" do primeiro-ministro Herbert Henry Asquith sobre a questão do sufrágio feminino, atacando-o na imprensa em defesa das sufragistas presas durante a Batalha de Downing Street.
Em 1912, sentindo-se pressionada por Millicent Fawcett, que a tentava persuadir a ser menos crítica sobre as acções da Women's Social and Political Union (União Social e Política das Mulheres), que agia através de acções de greve de fome, vandalismo de edifícios governamentais e até com actos de fogo posto a casas e igrejas, Helena Swanwick demitiu-se do The Common Cause, dedicando-se durante esse ano à escrita do seu livro "The Future of the Women's Movement" (1913), revelando a sua visão para se atingir o sufrágio não só feminino como universal no país.

### Primeira Guerra Mundial
Com o eclodir da Primeira Guerra Mundial, em 1914, apenas um dia após ter sido declarada a guerra, Charles Trevelyan, ex-membro do governo que se demitiu por discordar com a participação britânica na guerra, com o apoio de Norman Angell, E. D. Morel e Ramsay MacDonald, criou a Union of Democratic Control (União de Controlo Democrático), convidando Helena Swanwick, Isabella Ford, Bertrand Russell e Olive Schreiner, entre muitos outros nomes, para participarem nas suas acções de campanha anti-bélica.
Um ano mais tarde, discordando de várias posições assumidas sobre a guerra pela National Union of Women's Suffrage Societies e após a sua recusa em enviar delegadas para participarem no Congresso Internacional de Mulheres em Haia, organizado por Anita Augspurg e Lida Gustava Heymann a convite da pacifista Aletta Jacobs, as activistas Helena Swanwick, Chrystal Macmillan, Kathleen Courtney, Catherine Marshall, Eleanor Rathbone e Agnes Maude Royden, entre outras, findaram a sua militância na organização. Proibida pelo governo de sair do país, tal como quase todas as activistas que pediram a declaração para poderem participar no congresso pacifista, Helena Swanwick não desistiu do seu objectivo, obtendo o seu visto apenas um dia antes de começar o evento, após várias tentativas. Perdendo o início do evento, a activista conseguiu estar presente no momento da criação da Women's International League for Peace and Freedom (Liga Internacional de Mulheres pela Paz e Liberdade), liderada por Jane Addams, tornando-se numa das três activistas inglesas presentes, entre 1136 participantes de vários países, e uma das primeiras militantes da organização recém-criada, para além de ter sido eleita presidente da secção do Reino Unido.
Em 1916, por não concordar com os actos bélicos decorridos durante a Primeira Guerra Mundial, G. K. Chesterton criticou o seu pacifismo na edição de 2 de setembro do jornal Illustrated London News, acusando-a de parcialidade e de anarquismo por crer que não deveriam existir sanções ou punições ao Reino da Prússia.

### Pós-Guerra
Com o fim da guerra, Helena Swanwick manteve sua visão internacionalista, exercendo como delegada suplente do Reino Unido na Liga das Nações e opondo-se aos termos punitivos do Tratado de Versalhes de 1919. 
Em 1924, tornou-se editora do jornal inglês Foreign Affairs e colaborou extensivamente como outros periódicos da época, como o jornal feminista Time and Tide.

### Fim de Vida
Nomeada e reconhecida pelo seu activismo pela Ordem dos Companheiros de Honra em 1931, pouco depois a feminista e pacifista entrou numa longa e profunda depressão, provocada pelo crescimento da ideologia de extrema direita e dos regimes fascistas na Europa assim como pela morte do seu marido nesse mesmo ano.
A 16 de novembro de 1939, com o despoletar da Segunda Guerra Mundial, Helena Swanwick cometeu suicídio através de uma overdose de veronal na sua casa, em Maidenhead, Berkshire, sem deixar descendência.

## Legado e Homenagens

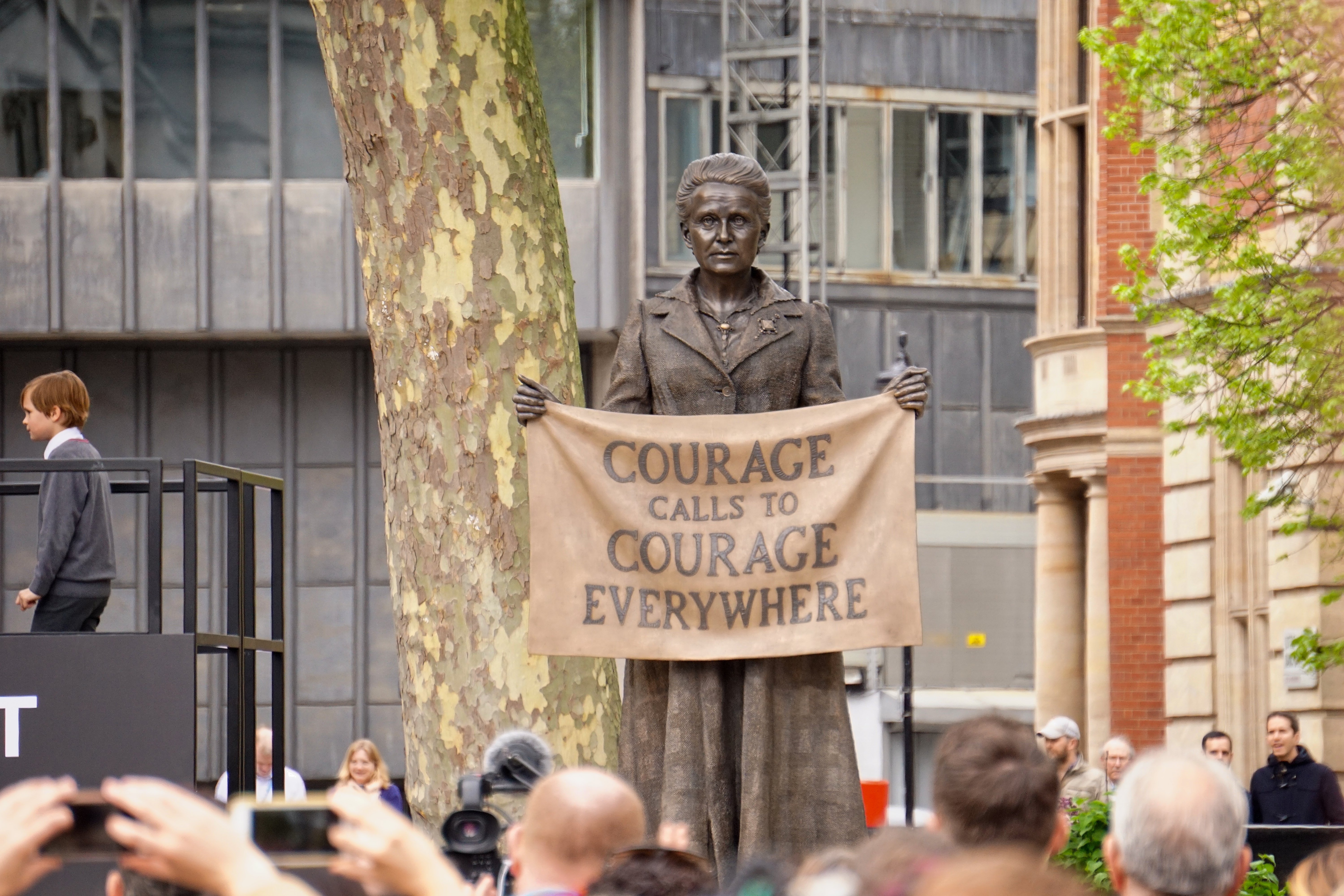
Estátua de Millicent Fawcett em Londres

Em abril de 2018, o seu rosto e nome passaram a figurar, junto de outras 58 activistas feministas e sufragistas inglesas, no pedestal da estátua de bronze de Millicent Fawcett, criada pela artista inglesa Gillian Wearing, após uma longa campanha e petição criada por Caroline Criado-Perez. A cerimónia da inauguração da estátua, localizada na Praça do Parlamento, em Londres, foi conduzida pelo apresentador Mishal Husain e contou com a participação da primeira ministra Theresa May, a poeta Theresa Lola e as performances do elenco da peça teatral Sylvia and the Suffragist Singers, baseada na obra e vida da sufragista Sylvia Pankhurst. A estátua tornou-se no primeiro monumento a homenagear uma mulher naquele mesmo local.

## Obras Literárias
Para além de escrever regularmente para os periódicos Manchester Guardian, The Common Cause, Foreign Affairs e Time and Tide, entre outros, onde para além de jornalista também foi editora, Helena Swanwick publicou diversas obras durante a sua vida, tais como:
- The Future of the Women's Movement (O Futuro do Movimento das Mulheres), 1913
- Women and War (As Mulheres e a Guerra), 1915[25]
- The War in It's Effect Upon Women (A guerra e os seus efeitos sobre as mulheres), 1917 [26]
- Women in the Socialist State (Mulheres num Estado Socialista), 1921[27]
- Builders of Peace, Being Ten Years History of the Union of Democratic Control (Construtores da paz, dez anos de história da União de Controlo Democrático), 1924[28]
- The Geneva Protocol (O Protocolo de Genebra), 1925[29]
- Labour's foreign policy: what has been and what might be (Política externa trabalhista: o que foi e o que poderia ter sido), 1929
- Frankenstein and His Monster. Aviation for World Service. A Sequel to "New Wars for Old.', 1934[30]
- I Have Been Young, autobiografia, 1935[31]
- Collective Insecurity (Insegurança Colectiva), 1937[32]
- The Roots of Peace: A Sequel to Collective Insecurity, Being an Essay on Some of the Uses, Condition, 1938[33]